# 凯文·卢尼
凯文·格兰特·卢尼（英語：Kevon Grant Looney，1996年2月6日—），美国职业篮球运动员，位置为大前锋/中锋，现效力于NBA紐奧良鵜鶘队。在加州大学洛杉矶分校效力一年后，他参加了2015年NBA选秀，并在第一轮第三十顺位被金州勇士队选中。在2016~2017赛季他随队获得NBA冠军。

## 早年经历

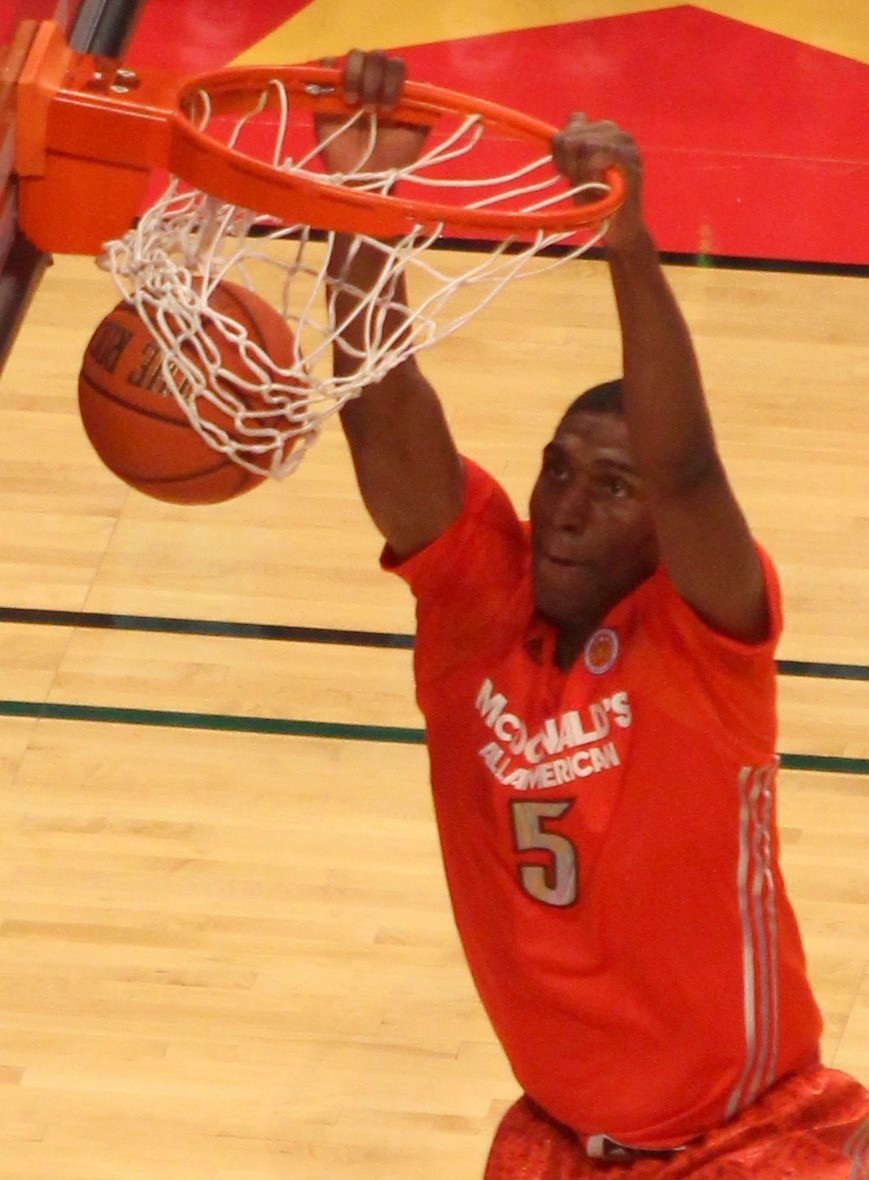
凯文·卢尼参加2014年麦当劳全美男子篮球赛

凯文·卢尼出生在密尔沃基市，他是道格·卢尼和维多利亚·卢尼的最小的儿子。他小的时候经常看比他大六岁的哥奇雲（Kevin）打篮球。和他的哥哥一样，他成为了一名洛杉矶湖人队和科比·布莱恩特的球迷，并且还会看科比的录像来模仿这位湖人队球星的动作。

## 职业生涯
2015年6月26日，在2015年NBA选秀中，凯文·卢尼于首轮第30顺位被金州勇士队选中。2016年10月23日，勇士队确定执行凯文·卢尼新秀合同中2017-18赛季的球队选项。
2016-18赛季，凯文·卢尼随勇士队获得NBA总冠军。2019年NBA冠軍賽，勇士队2－4輸給暴龍隊，無緣三連霸，凱文·盧尼缺席了頭三場賽事。
2019年7月1日，勇士隊官方宣佈以3年1500萬美元的合同與凱文·盧尼續約。
2021-22赛季，凯文·卢尼随勇士队获得個人第三座NBA总冠军。隨後以3年2550萬美元的價碼重返球隊續留勇士。
2025-26賽季，魯尼同意以2年1600萬美金加盟紐奧良鵜鶘。離開待了10年的勇士。